# ファミコン探偵倶楽部
『ファミコン探偵倶楽部』（ファミコンたんていくらぶ、英：Famicom Detective Club）は、任天堂のアドベンチャーゲームのシリーズ。略称は「ファミ探」。

## 概要
コマンド選択で物語を進めていくテキストアドベンチャーで、物語の内容は、全作を通じて空木探偵事務所に所属する探偵が、殺人事件の真相を突き止めることを目的に行動するミステリー作品である。物語が持つ特徴として、事件と怪談が結び付けられており、全体的にホラータッチで描かれている。『消えた後継者』では死人の蘇り伝説、『うしろに立つ少女』では血染めの少女の霊の話、『雪に消えた過去』では落武者の亡霊伝説、『笑み男』では泣いている少女の前に現れる笑み男（えみお）という都市伝説がある。

## シリーズ
- 『ファミコン探偵倶楽部 消えた後継者』（1988年） - ファミリーコンピュータ ディスクシステム
  - シリーズ第1作。前編・後編の2部構成。死人の蘇り伝説が残る村を舞台に、記憶喪失状態となった主人公が旧家の当主の死の真相や、消えた旧家の後継者の行方、そして跡目争いに端を発する連続殺人事件の真相を追う。
    - 『ファミコン探偵倶楽部 消えた後継者』（2021年） - Nintendo Switch
      - フルボイス化、ビジュアル面の強化などが行われたリメイク版。ニンテンドーeショップで配信されるダウンロード版の他、本作と『うしろに立つ少女』を収録したゲームカードや設定資料集、サウンドトラックなどを同封したパッケージ版「コレクターズ・エディション」も発売された。
- 『ファミコン探偵倶楽部PartII うしろに立つ少女』（1989年） - ファミリーコンピュータ ディスクシステム
  - シリーズ第2作。『消えた後継者』の2年前が舞台で、前作と同じ前編・後編の2部構成。探偵助手になりたての主人公が、血染めの少女の霊の怪談話が伝わる私立高校の生徒が被害者となった殺人事件と、時効寸前の殺人事件双方の真相を追う。
    - 『ファミコン探偵倶楽部PartII うしろに立つ少女』（1998年）- スーパーファミコン（ニンテンドウパワー）
      - スーパーファミコンやゲームボーイ向けに展開されていたゲーム書き換え販売サービス「ニンテンドウパワー」で配信されたリメイク版。前後編に分かれていた物語を1本にまとめた上で章立てに再構成し、グラフィックや演出・サウンドの強化、システム面の改善など多岐にわたるリメイクが行われている。

    - 『ファミコン探偵倶楽部 うしろに立つ少女』（2021年） - Nintendo Switch
      - SFC版をベースに、フルボイス化、ビジュアル面の強化などが行われたリメイク版。ニンテンドーeショップで配信されるダウンロード版の他、本作と『消えた後継者』を収録したゲームカードや設定資料集、サウンドトラックなどを同封したパッケージ版「コレクターズ・エディション」も発売された。
- 『BS探偵倶楽部 雪に消えた過去』（1997年） - スーパーファミコン（サテラビュー）
  - シリーズ第3作。前編・中編・後編の3部構成。病気療養中の母を見舞うべく、母の実家がある落武者の亡霊伝説が残る村に帰省した橘あゆみを主人公に、殺人事件の真相を追う。
    - スーパーファミコン専用周辺機器「サテラビュー」向けに任天堂と衛星デジタル音楽放送が展開していた衛星データ放送サービス『スーパーファミコンアワー』において、「サウンドリンクゲーム（旧名称：音声連動ゲーム）」として放送された異色の作品。現在はサテラビューのサービス終了によりプレイすることは不可能である他、前2作と異なり他機種への移植がなされていないシリーズ唯一の作品となっている。
- 『ファミコン探偵倶楽部 笑み男』（2024年） - Nintendo Switch
  - シリーズ第4作。不気味な笑顔が描かれた紙袋を被せられた男子中学生の遺体発見を機に、それと酷似した18年前の連続少女殺人事件と「笑み男（えみお）」という都市伝説の謎を追う。
    - パッケージ版とダウンロード版のほかに本作のゲームカードや設定資料などを収録したアートブック、サウンドトラック、笑み男の紙袋（1/2サイズのレプリカ）を同封した特別版「コレクターズ・エディション」も発売された。
    - 2024年7月10日に、任天堂公式のティザーサイト「笑み男」が発表され、この時点では詳細は隠されていた[1]。その後シリーズ35年ぶりの完全新作として、2024年7月17日に発表され、同年8月29日に発売している[2]。

## 移植・リメイク
1998年にシリーズ10周年を記念し、『うしろに立つ少女』がスーパーファミコンのニンテンドウパワー専用ソフトとしてリメイクされ、発売された。書き換え専用ソフトであるため、パッケージは存在しない。
2004年にはゲームボーイアドバンスにディスクシステム用ソフトを忠実に移植したシリーズ「ファミコンミニ ディスクシステムセレクション」として、ディスクシステム版『消えた後継者』および『うしろに立つ少女』が、それぞれ前後編をひとつのソフトに収録し発売された。この際、『うしろに立つ少女』は「非合法な飲酒・喫煙」シーンが含まれるため、任天堂が発売したゲームで初のCEROレーティングによる対象年齢がついたソフトとなっている（CERO：C（15才以上対象））。
また、その後Wiiのバーチャルコンソール用ゲームとして、2007年にディスクシステム版『消えた後継者』、2008年にSFC版『うしろに立つ少女』、そして2009年にはディスクシステム版『うしろに立つ少女』が順次配信された。Newニンテンドー3DSとWii Uのバーチャルコンソールでも、ディスクシステム版『消えた後継者』と『うしろに立つ少女』がそれぞれ2013年と2014年に配信された。SFC版『うしろに立つ少女』についても2014年にWii Uのバーチャルコンソールで、2017年にNewニンテンドー3DS専用バーチャルコンソールでそれぞれ配信された。
なお、『BS探偵倶楽部』は過去に行われていたサテラビューの配信のみで、現在どの機種への移植も行われていない。
2019年、Nintendo Switchにてディスクシステム用のシリーズ2作品『消えた後継者』『うしろに立つ少女』をフルボイスにしたリメイク作品を2020年に発売することが発表されたが、2020年10月、「更なる品質向上のため」として発売時期が2021年に延期となった。その後、2021年2月18日に配信されたNintendo Direct 2021.2.18において、同年5月14日に両作のダウンロード版を配信開始すると共に、同日にパッケージ版限定の『コレクターズ・エディション』を発売することが発表された。『コレクターズ・エディション』には、『消えた後継者』『うしろに立つ少女』双方を収録したゲームカードの他、登場人物や舞台のアートワークとファミコン版・スーパーファミコン版双方の設定資料を収録した『ファミコン探偵俱楽部 調査ファイル』、『消えた後継者』『うしろに立つ少女』の販促用チラシの復刻版、ファミコン版・スーパーファミコン版双方のBGM全曲を収録したサウンドトラックが同封されている。
Nintendo Switch版の開発は、本シリーズのファンであるMAGES.の浅田誠が現行のゲーム機でリメイク作品を作りたいと考えていたことがきっかけで、制作発表の約3年前、任天堂との打ち合わせの際「ファミコン探偵倶楽部をリメイクしませんか?」と打診した。後日企画書とテスト版をプレゼンした結果、任天堂サイドもリメイクを了承。任天堂監修の元で本格的な制作へ入ったが、コロナ禍の影響でリモートワークへの開発環境の転換を余儀なくされ、制作が遅れることとなった。2021年のインタビューではファミコン探偵倶楽部の新作開発に意欲を示している。

## 登場人物
主人公
声 - 緒方恵美（Switchリメイク版以降）
本シリーズの主人公。空木探偵事務所所長・空木俊介の助手を務める少年探偵。デフォルト名は存在せず、プレイヤーが自由につけられる。
性格は明るく、相手の発言にツッコミを入れたりと気さくなところがある。また、驚かれると「?!…」と表示される。
『消えた後継者』では崖から転落した影響で記憶喪失となる。年齢は17歳。失われた彼の記憶を軸に物語は進み、主人公自身の出自や両親と幼少時に生き別れになった経緯が明らかになる。
前日譚にあたる『うしろに立つ少女』では15歳。物語冒頭では、中学卒業後に自らの両親を探し放浪している途中で空木俊介と初めて出会う場面が流れる。空手3段の腕前を誇る。
『笑み男』では19歳となっている。
橘 あゆみ（たちばな あゆみ）
声 - 皆口裕子（『BS探偵倶楽部』以降）
空木探偵事務所に所属し、主人公と共に師である空木探偵の助手として働いている少女。長髪を緩めに1本に結び、右肩に垂らしているのが特徴。
『消えた後継者』では17歳。記憶喪失に陥った主人公をサポートし、調査補助や調査内容の整理、アドバイスなどを担当する。アドバイザーとしての立ち回りが主であり、ストーリーの本筋には関わらない。
『うしろに立つ少女』では15歳の高校1年生。「探偵クラブ」の活動を共に行っていた親友の小島洋子が犠牲となった殺人事件の調査に訪れた主人公に助力し、その一件が縁で空木探偵事務所に助手として所属することになる。
『BS探偵倶楽部 雪に消えた過去』では主人公を務める。年齢は『消えた後継者』と同じく17歳で、病気療養のため実家に帰省していた母を見舞いに行った折に発生した殺人事件の容疑者となった母を助けるため調査を開始する。
『笑み男』では19歳。主人公とともに捜査を行い、一部の捜査パートで主人公となる。中学生時代に薙刀部に所属していたというエピソードが明かされる。
『大乱闘スマッシュブラザーズDX』では、鑑賞用のフィギュアとして『うしろに立つ少女』の時の服装で登場した。
『大乱闘スマッシュブラザーズ SPECIAL』では、操作キャラクターの強化要素「スピリッツ」の一種としてディスクシステム版『うしろに立つ少女』のイラストが用いられている。
空木 俊介（うつぎ しゅんすけ）
声 - 速水奨（『BS探偵俱楽部』）、各務立基（Switchリメイク版以降）
空木探偵事務所の所長。
警察からの信頼が厚く、刑事事件の捜査協力を行っている。長期出張で事務所を空けることが多い。
ボクシングやマーシャルアーツなどの武術に精通しており、大会での優勝経験もある実力者。
『消えた後継者』では名前のみ登場。『うしろに立つ少女』では序盤と終盤に、『雪に消えた過去』では終盤に登場する。
『笑み男』では40歳。「笑み男」の都市伝説と自身が18年前に捜査協力した連続少女殺人事件との関連性を調べる。出張中は主人公たちと携帯電話を通じてやり取りする。